# Bächingen an der Brenz
Bächingen an der Brenz (eller Bächingen a.d.Brenz) er en kommune i Landkreis Dillingen an der Donau i Regierungsbezirks Schwaben i den tyske delstat Bayern, med knap 1.300 indbyggere. Den er en del af Verwaltungsgemeinschaft Gundelfingen an der Donau.

## Geografi
Bächingen ligger i landskabet Donauried ved udkanten af Schwäbische Alb. Nord for byen løber floden Brenz, og mod syd begynder det store naturbeskyttelsesområde Schwäbisches Donaumoos. Bächingen grænser mod vest til delstaten Baden-Württemberg.

### Nabokommuner
Nabokommuner er: Gundelfingen an der Donau, Sontheim an der Brenz (Baden-Württemberg), Medlingen